# 금천고등학교 (충북)
금천고등학교(金川高等學校)는 대한민국 충청북도 청주시 상당구 금천동에 위치한 공립 고등학교이다.

## 학교 연혁
- 1987년 11월 17일 : 금천종합고등학교 설립인가(보통과 24학급, 체육과 6학급)
- 1988년 3월 5일 : 개교 및 제1회 입학식
- 1989년 2월 25일 : 금천고등학교로 교명 변경
- 1991년 2월 9일 : 제1회 졸업식(480명)
- 1998년 9월 28일 : 강당 및 체육관 준공
- 2002년 3월 7일 : 우정학사 준공 기증(기증자 이중근)
- 2005년 12월 22일 : 급식소 증축 및 교육 환경 개선 사업
- 2010년 8월 25일 : 우정학사 증축 완공
- 2016년 3월 2일 : 교육부지정 과학중점학교 재지정 및 교육정책 연구학교 운영
- 2022년 9월 1일 : 제19대 한상현 교장 부임
- 2023년 2월 9일 : 제33회 졸업식(261명, 총 12,354명)
- 2023년 3월 2일 : 2023학년도 입학식(입학생 278명)

## 참고 자료
- 금천고등학교 - 한국교육학술정보원 학교알리미